# Ecnomus
Ecnomus is een geslacht van schietmotten uit de familie Ecnomidae. De soorten komen voor in het Afrotropisch gebied.

## Soorten
Deze lijst van 286 stuks is mogelijk niet compleet.
- E. acanthogonus (G Marlier, 1958)
- E. acuminatus (YJ Li and JC Morse, 1997)
- E. addi (H Malicky, 1993)
- E. aequatorialis (G Marlier, 1943)
- E. africanus (Mosely, 1932)
- E. aigeus (H Malicky, 1997)
- E. aius (H Malicky, 2008)
- E. aktaion (H Malicky and P Chantaramongkol, 1997)
- E. aliceae (DI Cartwright, 1998)
- E. alkaios (H Malicky et P Chantaramongkol, 1997)
- E. alkestis (H Malicky et P Chantaramongkol, 1997)
- E. alkinoos (H Malicky et P Chantaramongkol, 1997)
- E. alkmaion (H Malicky et P Chantaramongkol, 1997)
- E. alkmene (H Malicky et P Chantaramongkol, 1997)
- E. allaeri (S Jacquemart, 1962)
- E. amphitryon (H Malicky, 1997)
- E. anakagung (H Malicky, 1995)
- E. anakpiara (H Malicky, 1995)
- E. anaktamdao (H Malicky, 1995)
- E. ancisus (DI Cartwright, 1990)
- E. androgeos (H Malicky, 1997)
- E. apiculatus (DI Cartwright, 1990)
- E. arabicus (H Malicky, 1986)
- E. areion (H Malicky, 1999)
- E. argonautos (P Luadee & H Malicky, 1999)
- E. asciatus (Ulmer, 1951)
- E. atevalus (H Malicky et P Chantaramongkol, 1993)
- E. atratus (Mosely, 1932)
- E. auratus (DE Kimmins, 1955)
- E. auryn (H Malicky, 1986)
- E. australis (S Jacquemart, 1963)
- E. barnardi (DE Kimmins, 1957)
- E. basmat (H Malicky, 2009)
- E. battu (H Malicky, 1993)
- E. bengkok (DI Cartwright, 1994)
- E. bicolorus (L Tian et Y Li, 1992)
- E. bifurcatus (Mosely, 1935)
- E. bishopi (DI Cartwright, 1990)
- E. bispiniferus (S Jacquemart, 1969)
- E. blythi (DI Cartwright, 1990)
- E. bou (H Malicky et P Chantaramongkol, 1993)
- E. bredoi (S Jacquemart, 1969)
- E. bullatus (DI Cartwright, 1998)
- E. buntak (DI Cartwright, 1992)
- E. caesar (H Malicky & P Chaibu, 2000)
- E. cattienensis (H Malicky, 1995)
- E. cavatus (DI Cartwright, 1998)
- E. centralis (DI Cartwright, 1990)
- E. ceylanicus (Mosely, 1932)
- E. cincibilus (H Malicky et P Chantaramongkol, 1993)
- E. clavatus (DI Cartwright, 1990)
- E. coalitus (YJ Li et JC Morse, 1997)
- E. coineaui (S Jacquemart, 1966)
- E. complex (Mosely, 1932)
- E. concavus (DE Kimmins, 1957)
- E. connatus (YJ Li et JC Morse, 1997)
- E. continentalis (Ulmer, 1916)
- E. cornutus (YJ Li et JC Morse, 1997)
- E. costalis (AV Martynov, 1935)
- E. crepidulus (Mosely, 1932)
- E. curtus (Mosely, 1932)
- E. cuspidis (DI Cartwright, 1990)
- E. cyclopicus (DE Kimmins, 1962)
- E. cygnitus (A Neboiss, 1982)
- E. chusie (P Chantaramongkol et H Malicky, 1986)
- E. dadi (DI Cartwright, 1998)
- E. dananensis (FM Gibon, 1992)
- E. danielae (FM Gibon, 1992)
- E. dares (H Malicky, 2000)
- E. deani (DI Cartwright, 1990)
- E. deceptor (R McLachlan, 1884)
- E. decussatus (DG Gibbs, 1973)
- E. dejouxi (G Marlier, 1978)
- E. dentatus (S Jacquemart, 1963)
- E. digitatus (Mosely, 1932)
- E. digitulus (DI Cartwright, 1998)
- E. digrutus (DI Cartwright, 1990)
- E. dikla (H Malicky, 2009)
- E. dina (H Malicky, 2009)
- E. dinderessoi (Gibon, Guenda & Coulibaly, 1994)
- E. dispar (DE Kimmins, 1957)
- E. doros (H Malicky & I Thani, 2000)
- E. dutthangamani (F Schmid, 1958)
- E. echinatus (S Jacquemart, 1963)
- E. ellipticus (YJ Li et JC Morse, 1997)
- E. escaffrei (FM Gibon, 1992)
- E. eurytos (H Malicky & S Silalom, 2000)
- E. falciferus (S Jacquemart, 1969)
- E. ferrantei (Ulmer, 1963)
- E. fletcheri (Mosely, 1932)
- E. foliatus (DE Kimmins, 1957)
- E. foochowensis (Mosely, 1942)
- E. forbesi (KMF Scott, 1968)
- E. forcipatus (Mosely, 1932)
- E. furcatus (Ulmer, 1930)
- E. fuscus (DE Kimmins, 1957)
- E. fusiformis (G Marlier, 1965)
- E. gada (DI Cartwright, 1994)
- E. galilaeus (B Tjeder, 1946)
- E. gapit (DI Cartwright, 1994)
- E. gedrosicus (F Schmid, 1959)
- E. gerus (Mosely, 1936)
- E. gigantius (YJ Li et JC Morse, 1997)
- E. hamatus (Mosely, 1935)
- E. hastatus (S Jacquemart, 1961)
- E. helakanda (F Schmid, 1958)
- E. hendersoni (Mosely, 1932)
- E. henoch (H Malicky, 1993)
- E. hilli (DE Kimmins, 1963)
- E. hinayana (F Schmid, 1958)
- E. homhilensis (H Malicky, 1999)
- E. hyakinthos (H Malicky & N Changthong, 2004)
- E. hyas (H Malicky, 2007)
- E. hypnos (H Malicky & A Nuntakwang, 2004)
- E. ilos (H Malicky & T Prommi, 2004)
- E. illugi (DI Cartwright, 1998)
- E. incisus (YJ Li et JC Morse, 1997)
- E. indicus (AV Martynov, 1935)
- E. ingibandi (DI Cartwright, 1990)
- E. insularis (Ulmer, 1910)
- E. iomari (DI Cartwright, 1998)
- E. japonicus (FCJ Fischer, 1970)
- E. jimba (DI Cartwright, 1990)
- E. jojachin (H Malicky et P Chantaramongkol, 1993)
- E. kabae (FM Gibon, 1992)
- E. kakaduensis (DI Cartwright, 1990)
- E. kakrimae (FM Gibon, 1992)
- E. karakoi (DI Cartwright, 1990)
- E. karawalla (DI Cartwright, 1990)
- E. katangae (S Jacquemart, 1961)
- E. kelung (DI Cartwright, 1994)
- E. kerema (DI Cartwright, 1990)
- E. kimminsi (KMF Scott, 1963)
- E. kinka (DI Cartwright, 1990)
- E. kitabal (DI Cartwright, 1990)
- E. kivuensis (G Marlier, 1943)
- E. kosam (H Malicky, 1993)
- E. kososiensis (M Kobayashi, 1987)
- E. kunenensis (KH Barnard, 1934)
- E. kurui (F Sipahiler, 1989)
- E. laensis (DI Cartwright, 1998)
- E. lamech (H Malicky, 1993)
- E. lanceolatus (FM Gibon, 1992)
- E. lapithos (H Malicky & T Prommi, 2006)
- E. larakia (DI Cartwright, 1990)
- E. latus (YJ Li et JC Morse, 1997)

- E. leonus (Mosely, 1936)
- E. leupleui (FM Gibon, 1992)
- E. linsanensis (FM Gibon, 1992)
- E. loffae (FM Gibon, 1992)
- E. lohaprasada (F Schmid, 1958)
- E. longicaudatus (YJ Li et JC Morse, 1997)
- E. lothan (H Malicky, 2008)
- E. lykos (H Malicky, 2004)
- E. macrolobus (G Marlier, 1965)
- E. machadoi (G Marlier, 1965)
- E. maheensis (H Malicky, 1993)
- E. malaissei (G Marlier, 1981)
- E. mammus (H Malicky et P Chantaramongkol, 1993)
- E. masalai (DI Cartwright, 1998)
- E. masong (DI Cartwright, 1998)
- E. matanensis (W Mey, 2006)
- E. mennelli (PC Barnard et F Clark, 1986)
- E. milnensis (DI Cartwright, 1998)
- E. minostylus (W Mey, 1998)
- E. miriwud (DI Cartwright, 1990)
- E. mithrakai (H Malicky, 1979)
- E. montanus (Mosely, 1932)
- E. morotus (Banks, 1939)
- E. mosleyi (AV Martynov, 1935)
- E. myallensis (DI Cartwright, 1990)
- E. natalensis (Ulmer, 1931)
- E. ndjorensis (FM Gibon, 1992)
- E. neboissi (DI Cartwright, 1990)
- E. neri (H Malicky et P Chantaramongkol, 1993)
- E. ngogoi (FM Gibon, 1992)
- E. nibbor (DI Cartwright, 1990)
- E. niouniouroui (FM Gibon, 1992)
- E. nodosus (W Mey, 1990)
- E. nya (Mosely, 1948)
- E. obtusus (Ulmer, 1910)
- E. oppidanus (KH Barnard, 1934)
- E. oppositus (AV Martynov, 1935)
- E. orientalis (YJ Li et JC Morse, 1997)
- E. oriomo (DI Cartwright, 1998)
- E. paget (H Malicky et P Chantaramongkol, 1997)
- E. pakadji (DI Cartwright, 1990)
- E. pansus (A Neboiss, 1982)
- E. papuanus (Ulmer, 1938)
- E. paratyphlodes (W Mey, 1998)
- E. parellipticus (YJ Li et JC Morse, 1997)
- E. penjabi (F Schmid, 1961)
- E. perpendicularis (YJ Li et JC Morse, 1997)
- E. perseis (H Malicky, 2008)
- E. phoibos (H Malicky, 2008)
- E. phoinix (H Malicky, 2008)
- E. pilbarensis (DI Cartwright, 1990)
- E. pilophorus (W Mey, 1998)
- E. plaiwat (H Malicky et P Chantaramongkol, 1993)
- E. projectus (YJ Li et JC Morse, 1997)
- E. promat (H Malicky et P Chantaramongkol, 1993)
- E. pseudotenellus (Ulmer, 1930)
- E. pungens (YJ Li et JC Morse, 1997)
- E. puntung (DI Cartwright, 1992)
- E. puro (H Malicky et P Chantaramongkol, 1993)
- E. pusanus (Mosely, 1932)
- E. pusio (H Malicky, 1993)
- E. quordaio (H Malicky, 1993)
- E. ramayana (H Malicky et P Chantaramongkol, 1993)
- E. rectus (YJ Li et JC Morse, 1997)
- E. relictus (F Vaillant, 1953)
- E. retusus (DI Cartwright, 1994)
- E. rizali (Banks, 1937)
- E. robustior (Ulmer, 1951)
- E. rostratus (S Jacquemart, 1963)
- E. russellius (A Neboiss, 1977)
- E. saddhatissa (F Schmid, 1958)
- E. sakoi (FM Gibon, 1992)
- E. samouensis (FM Gibon, 1992)
- E. sela (H Malicky, 2009)
- E. selangor (A Wells & CM Yule, 2008)
- E. seluk (DI Cartwright, 1994)
- E. serratus (Ulmer, 1930)
- E. silenos (H Malicky & T Prommi, 2006)
- E. similis (Mosely, 1932)
- E. sinensis (L Navas, 1923)
- E. singkarakensis (Ulmer, 1951)
- E. skruim (DI Cartwright, 1998)
- E. spatulatus (YJ Li et JC Morse, 1997)
- E. speideli (W Mey, 2003)
- E. spia (DI Cartwright, 1998)
- E. stentor (H Malicky & T Prommi, 2006)
- E. suadrus (H Malicky et P Chantaramongkol, 1993)
- E. tagalensis (Banks, 1916)
- E. tai (FM Gibon, 1992)
- E. talenoi (H Malicky et P Chantaramongkol, 1993)
- E. tamiok (DI Cartwright, 1998)
- E. tang (DI Cartwright, 1992)
- E. tegap (DI Cartwright, 1994)
- E. tenellus (P Rambur, 1842)
- E. thamar (H Malicky & P Laudee, 2009)
- E. thamyris (H Malicky & T Prommi, 2006)
- E. thogarma (H Malicky & P Chantaramongkol, 2009)
- E. thomasseti (Mosely, 1932)
- E. tillyardi (Mosely, 1953)
- E. tinco (H Malicky et P Chantaramongkol, 1993)
- E. tipis (DI Cartwright, 1992)
- E. tjurupensis (Ulmer, 1951)
- E. totiio (H Malicky et P Chantaramongkol, 1993)
- E. triangularis (C Sun, 1997)
- E. tridens (G Marlier, 1958)
- E. tridigitus (DI Cartwright, 1990)
- E. tropicus (DI Cartwright, 1990)
- E. truncatus (YJ Li et JC Morse, 1997)
- E. tsudai (K Kumanski, 1992)
- E. tumidus (Ulmer, 1930)
- E. turgidus (A Neboiss, 1982)
- E. turrbal (DI Cartwright, 1990)
- E. typhlodes (W Mey, 1998)
- E. ugandanus (DE Kimmins, 1957)
- E. ulap (DI Cartwright, 1998)
- E. ulmeri (Mosely, 1932)
- E. uncatus (YJ Li et JC Morse, 1997)
- E. uttu (H Malicky et P Chantaramongkol, 1993)
- E. vaharika (F Schmid, 1958)
- E. vahasaba (F Schmid, 1958)
- E. venimar (H Malicky et P Chantaramongkol, 1993)
- E. veratus (DI Cartwright, 1990)
- E. vibenus (H Malicky et P Chantaramongkol, 1993)
- E. viganus (L Navas, 1923)
- E. volovicus (H Malicky et P Chantaramongkol, 1993)
- E. volsellus (DI Cartwright, 1990)
- E. votticius (H Malicky et P Chantaramongkol, 1993)
- E. waelbroecki (S Jacquemart, 1969)
- E. wagengugurra (DI Cartwright, 1990)
- E. walajandari (DI Cartwright, 1990)
- E. wamena (DI Cartwright, 1998)
- E. wellsae (DI Cartwright, 1990)
- E. wendmanegrei (Gibon, Guenda & Coulibaly, 1994)
- E. wladimiri (FM Gibon, 1992)
- E. woronan (DI Cartwright, 1990)
- E. wulaina (LP Hsu et CS Chen, 1996)
- E. yabbura (DI Cartwright, 1990)
- E. yamashironis (M Tsuda, 1942)
- E. yuleae (DI Cartwright, 1994)
- E. zephyros (H Malicky & T Prommi, 2006)